# 三木山陽病院
三木山陽病院（みきさんようびょういん）は兵庫県三木市にある私立病院。正式名称は医療法人社団朋優会 三木山陽病院である。

## 沿革
- 1996年7月1日-開院。

## 診療科目
出典
- 内科
- 消化器内科
- 整形外科
- リウマチ科
- リハビリテーション科
- 外科
- 眼科
- 皮膚科
- 泌尿器科
- 放射線科
- 透析センター（人工透析、血液浄化療法）
- 訪問診療

## 医療機関指定
出典
| 日本医療機能評価機構認定病院（3rdG:ver2.0）                               | 日本内科学会認定医制度教育関連病院 |
| 日本糖尿病学会認定教育施設                                                | 日本消化器病学会教育認定施設       |
| 日本消化器内視鏡学会指導連携施設                                          | 日本整形外科学会専門医研修施設     |
| 日本病態栄養学会「栄養管理・NST実施施設」および「栄養管理・指導実施施設」 | 救急指定病院                       |
| 労災指定病院                                                              |                                    |

## アクセス
- 恵比須快速線吉田公民館前停留所から徒歩約10分
- 神戸電鉄粟生線志染駅から徒歩約20分